# Grémio Popular de Lisboa
O Grémio Popular de Lisboa (1857-1939) foi uma instituição fundada em 1857 por um conjunto de personalidades ligadas à Maçonaria com o propósito de promover a instrução primária entre os trabalhadores. A instituição criou cursos diurnos e nocturnos para crianças e adultos, cobrindo temáticas como o francês e o inglês, desenho, gramática portuguesa, aritmética, geografia e música. Em 1920, devido a dificuldades financeiras, ficou reduzido a uma escola primária oficial, a Escola Primária n.º 123 de Lisboa, e em 1939 foi extinta, sendo incorporada na Associação Popular de Instrução e Assistência Silva Albuquerque.